# История Омана

Оман

История Омана — история Султаната Оман, а также существовавших ранее на территории этой страны других государственных образований и иных человеческих общностей.
В доисторическое время на территории Омана находились одни из самых ранних ареалов древних людей. Через прибрежную полосу Омана пролегал основной путь расселения людей из Африки в Южную и Юго-Восточную Азию.
В первой половине XIX столетия Оман был могущественнейшим государством Аравии.

## Средневековье
Жители Омана приняли ислам ещё при жизни пророка Мухаммеда. С 751 года они установили выборный порядок (иджма) смены имамов — духовных лидеров, взявших на себя и функции управления регионом. Эта выборная теократия, имамат Оман, продлилась более четырёх веков, сменившись в 1154 году династическим правлением султанов Маската Набханитов. В 1429 году их вновь сменили выборные имамы. Борьба между имаматом и султанатом стала отличительной особенностью всей омано-маскатской истории.
В 1508 Маскат и прибрежные районы Омана были захвачены Португалией. В 1650 португальцы утратили Маскат

## Оманская империя
После изгнания португальцев из Омана Сайф I ибн Султан захватил Момбасу и начал последовательно завоёвывать земли на восточном побережье Африки.
В начале XVIII века в Омане началась гражданская война, в которую вмешалась Персия. В 1741 персы были изгнаны из страны Ахмедом ибн Саидом, первым правителем из новой династии Аль Саид.
Четвёртый султан из этой династии, Султан бин Ахмед, в 1798 году заключил договор с британской Ост-Индийской компанией. 

### XIX век

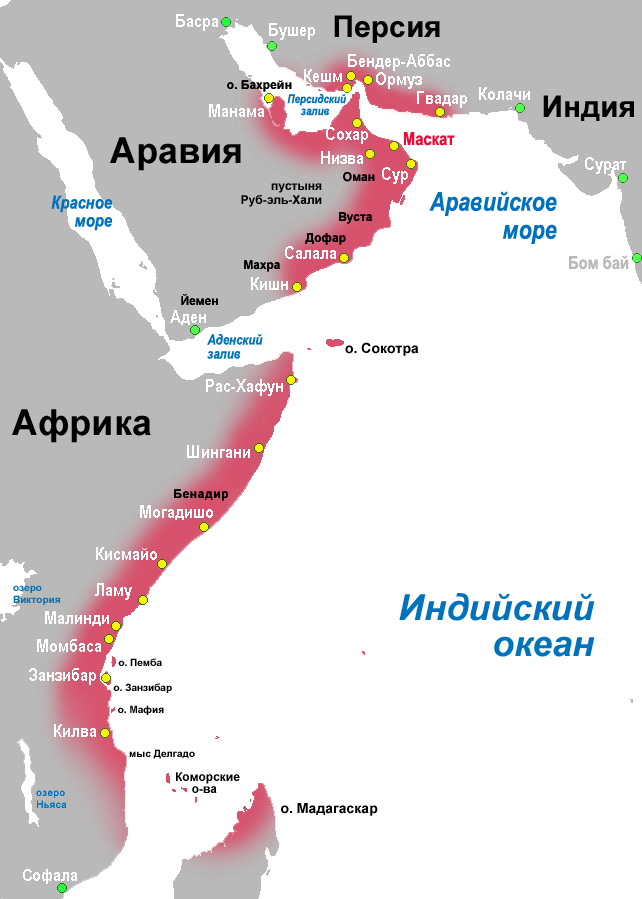
Султанат Маскат и Оман и его владения в 1856 году.
земли Оманской империи
основные города
фактории

В начале XIX века правители Омана распространили свое влияние на побережье Восточной Африки, а также на часть территории Белуджистана и Персии. Оманская империя включала в себя следующие земли:
«Барр аль-араб» («Суша арабов»)
- острова в Персидском заливе
- Маскат
- Имамат Оман
- «Пиратский берег»
- Дофар (Салала)
- Махра (Кишн)
- Бахрейн
- Кешм
- Ормуз
- Ларак

«Барр аз-Зиндж» («Суша негров»)
- побережье Восточной Африки от северного Мозамбика до Африканского Рога;
  - побережье возле мыса Делгаду (Кабу-Делгаду)
  - Занзибар, Пемба, Мафия
  - Ламу
  - Килва
  - Пате
  - Малинди
  - Геди
  - Момбаса
  - Бенадир (Кисмайо, Могадишо и др.)
- острова западной части Индийского океана (северная часть Мадагаскара, Коморы, Сейшелы и др.);

побережье Южной Азии
- форпосты на побережье Персии (Бендер-Аббас и др.)
- форпосты в Белуджистане и Индии (Шахбар, Гвадар и др.)

В 1832 Саид ибн Султан перебрался на Занзибар, который превратился в центр работорговли и торговли слоновой костью.
После смерти Саида ибн Султана в 1856 году азиатские и африканские владения Омана были разделены между двумя сыновьями султана и империя распалась на два государства: Султанат Занзибар и Султанат Маската и Омана. В 1875 году персы вернули себе свои владения.

## XX век

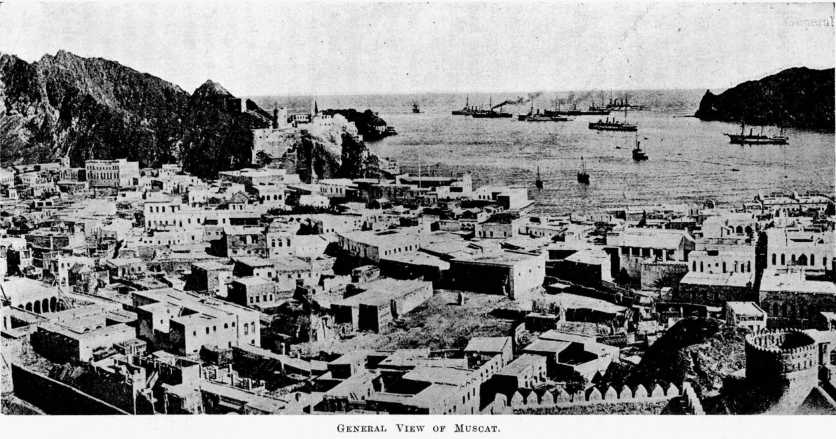
Город Маскат в 1914-1918 годах

В 1913 году племена, населявшие внутренние районы Омана, подняли восстание под руководством вновь избранного имама. Соглашение, достигнутое между султаном и этими племенами в 1920 году, в 1950-е годы оказалось под угрозой расторжения в результате международного соперничества из-за оазиса Бурайми, где предполагали наличие больших запасов нефти. На него претендовала Саудовская Аравия, которая вместе с Египтом в 1954 подтолкнула нового имама Омана Галеба аль-Хиная на провозглашение независимости имамата Оман. В 1955 году султанат Маскат при поддержке британцев оккупировал имамат Оман. С 1957 года против англичан развернулось повстанческое движение, возглавляемое имамом Галебом. Центром повстанцев стал горный район Джебель-Ахдар. В июле 1957 года англо-маскатские войска были ненадолго изгнаны с территории султаната Маскат, но вскоре повстанцы вновь были вынуждены отойти в горы.
В 1964 году началось восстание в провинции Дофар, которое продолжалось до 1976 года.
Оман оставался средневековым государством под жестким контролем султана Саида бин Таймура, который осуществлял политику изоляции страны. Однако после обнаружения в Омане в 1964 запасов нефти перемены  стали неотвратимыми. 
Сын султана Кабус бен Саид, которого отец держал под домашним арестом, имел возможность принимать отдельных гостей из Великобритании, вместе с которыми он готовил заговор с целью свержения своего отца. 23 июля 1970 года бескровный дворцовый переворот удался — правящий султан отрекся в пользу сына, и Кабус бен Саид взошел на престол, а также занял должности премьер-министра, министра иностранных дел и министра обороны. В августе того же года он провозгласил объединение страны — вместо султаната Маскат и имамата Оман возник единый султанат Оман. В 1971 году султан, ранее имевший титул «его высочество», принял титул «его величество».
В отличие от своего отца, султан Кабус не боялся новшеств. Скорее наоборот. По его распоряжению, в 1970 году вышло в эфир «Радио Омана», которое ведет передачи из Маската на арабском и английском языках. Тогда же о себе заявило «Радио Саляля», вещающее пока на арабском языке. Пять лет спустя появилось телевидение, которое было строго ориентировано на соблюдение моральных постулатов ислама. В 1976 году началось строительство центра спутниковой связи.
С 1972 года начали выходить ежедневные газеты на арабском языке «Оман», которую издает министерство информации, и «Аль-Ватан» («Родина»). До этого времени средства массовой информации Омана не имели своих зарубежных корреспондентов, а въезд иностранных журналистов разрешался только на короткий период для освещения каких-либо событий.
Благодаря решительным действиям султана при поддержке Великобритании и шахского Ирана в 1976 году был разгромлен сепаратистский Фронт освобождения Дофара, с 1965 г. пытавшийся отколоть от Омана провинцию Дофар и создать там режим, подконтрольный Южному Йемену.
Глубокие реформы охватили буквально все стороны жизни султаната. Кабус очистил администрацию от наиболее злостных коррупционеров, учредил несколько новых министерств (в том числе нефти, социальных дел и др.), реорганизовал местную и центральную администрацию: страна была разделена на 41 провинцию, во главе каждой из которых встал вали (губернатор), назначаемый султаном; такое административное устройство основательно подорвало влияние местных шейхов. Много внимания новый султан уделил вооруженным силам. Армия получила современные танки, самолеты и боевые корабли. Жалование солдатам и офицерам было повышено в несколько раз. Что касается экономики, то здесь Кабус проводил политику всемерной поддержки частного предпринимательства. Главный источник пополнения казны в Омане — это торговля нефтью, запасы которой в султанате весьма значительны (хотя и не так велики, как в Саудовской Аравии). Основная часть нефтедобывающих и нефтеперерабатывающих предприятий находятся в личной собственности султана и приносят ему каждый год десятки миллиардов долларов дохода. Однако Кабус отказался от вложения этих денег в экономику западных стран или от строительства предприятий тяжелой индустрии. Полученные от нефти деньги он пустил на создание мощной инфраструктуры, на повышение жизненного уровня населения, а также на добычу других полезных ископаемых (меди, хрома, угля, асбеста).
С начала 1970-х гг. в Омане развернулось интенсивное строительство первоклассных автомобильных дорог. Автострады с четкими указателями и светофорами пересекли страну в самых разных направлениях. В городах на месте старых глинобитных построек выросли новые жилые кварталы, деловые центры, кинотеатры, банки, супермаркеты и министерства. Страну опоясали линии электропередач. С помощью артезианских скважин началось обводнение пустыни и развитие поливного земледелия. Каждый год огромные суммы султан расходует на финансирование социальных программ. Уже за первые 16 лет правления Кабуса было построено более 500 школ и несколько десятков первоклассных больниц. Для осуществления программы обновления были нужны не только образованные, но и здоровые люди. Вот почему правитель Омана сделал упор на развитие здравоохранения. Если в 1970 году в султанате имелась только одна больница на 12 коек, то через пятнадцать лет в распоряжении министерства здравоохранения находилось 15 больниц, 21 медицинский центр, 4 родильных дома, 74 поликлиники, 35 передвижных медицинских бригад. В 1986 г. открылся национальный университет. В настоящее время образование и здравоохранение для всех оманцев бесплатные. Жилье также практически бесплатно. Всем гражданам предоставляется беспроцентный заем на покупку собственных домов (проценты банкам выплачивает государство).
В 1973 году был построен международный аэропорт, а через год — современный морской порт.
Первые шаги султана Кабуса были впечатляющими. Однако, не все шло так, как этого хотел монарх. В середине 70-х он понял, что назрела необходимость внедрения в экономику плановых начал. При его непосредственном участии был создан Совет национального развития который разработал первый пятилетний план развития на 1976—1980 годы. Вслед за ним последовали очередные пятилетки.

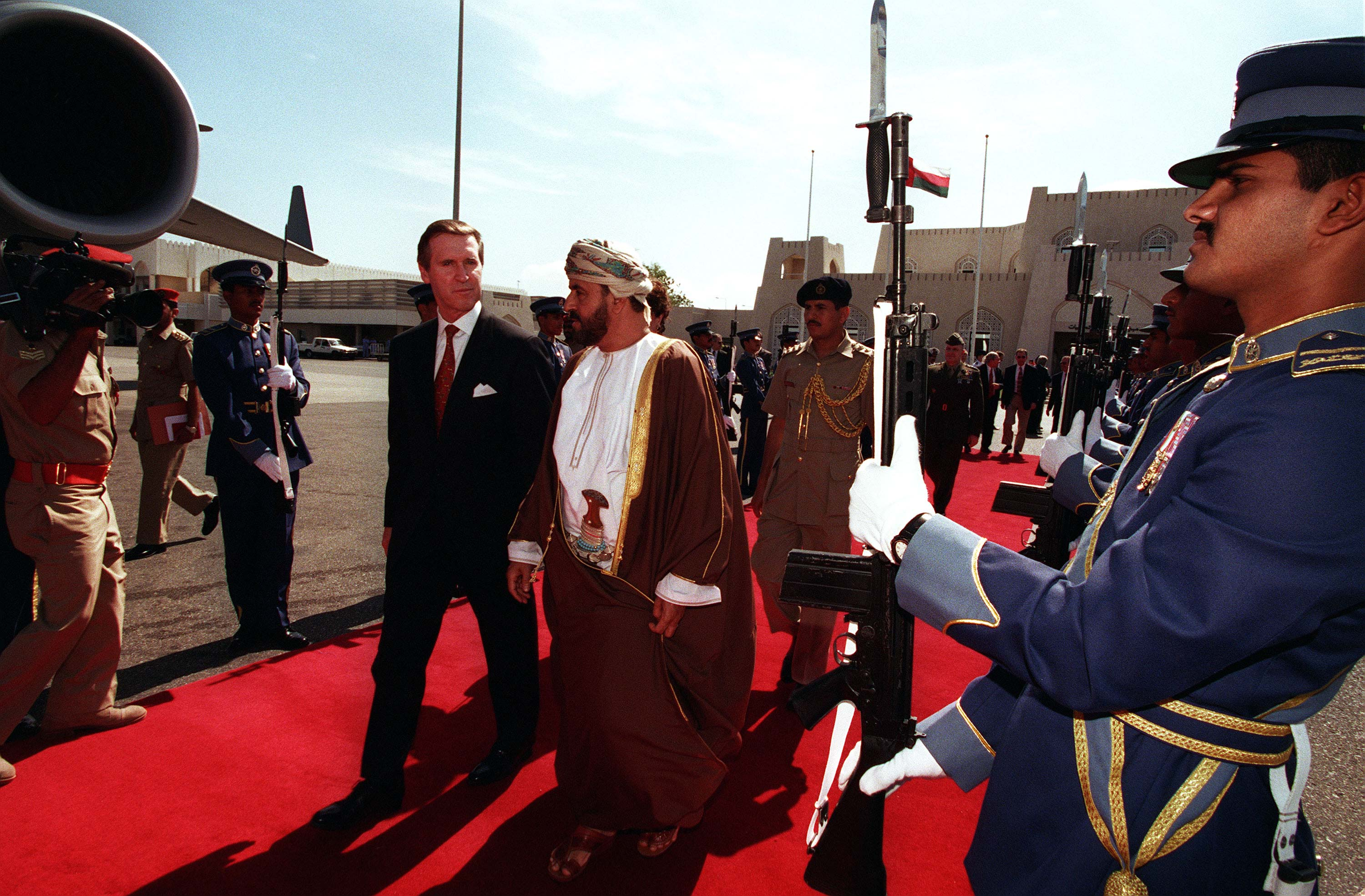
Министр обороны Омана Саид Бадр бин Сауд Аль-Бусаид с министром обороны США Уильямом Коэном во время визита Коэна в Оман в 1998 году

В 1981 Кабус сформировал Консультативный совет, который в 1991 был преобразован в Совет шуры. В ноябре 1996 султан Кабус подписал первый Основной закон (конституцию) Омана, которым определены полномочия султана и порядок престолонаследия. Конституция предусматривает создание единого представительного и консультативного органа — Совета Омана, а также впервые провозглашает основные права граждан.